# Cynoglossum rochelia
Cynoglossum rochelia är en strävbladig växtart som beskrevs av A. Dc.. Cynoglossum rochelia ingår i släktet hundtungor, och familjen strävbladiga växter. Inga underarter finns listade i Catalogue of Life.